# Lajos Batthyány (Gouverneur)

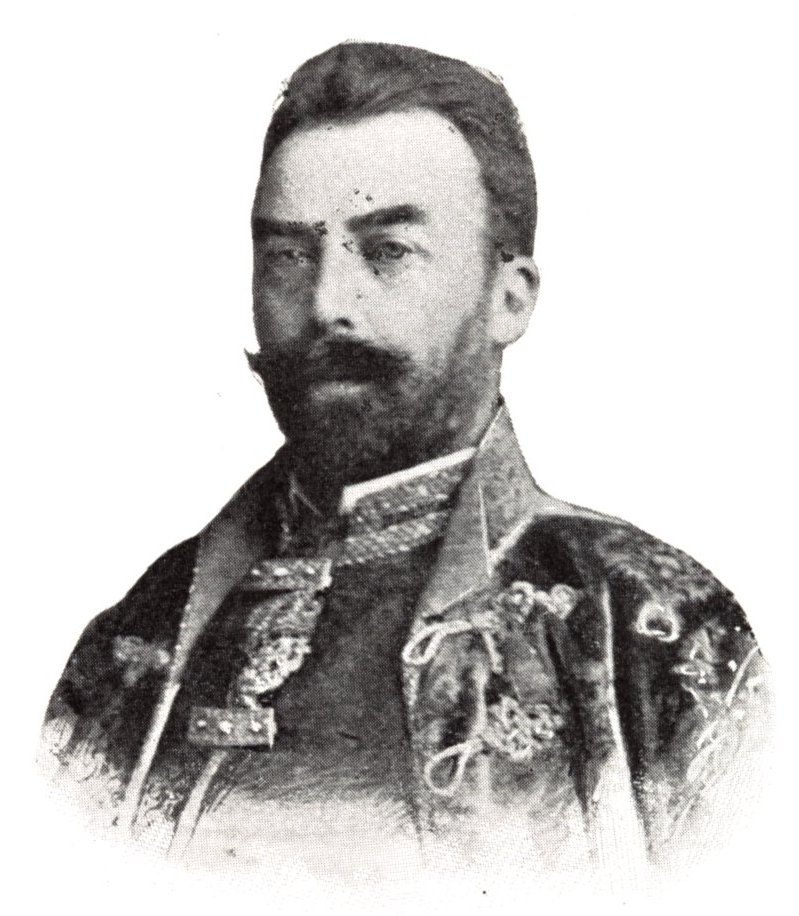
Lajos Batthyány

Lajos Graf Batthyány von Németújvár (* 27. Juli 1860 in Egyed, Komitat Sopron; † 27. Dezember 1951 in Polgárdi, Komitat Fejér) war ein ungarischer Politiker, Obergespan und Gouverneur von Fiume.

## Leben
Batthyány war Enkel des ersten ungarischen Ministerpräsidenten, Lajos Batthyány, und studierte in Berlin, Paris und Budapest Jura. 1881 legte er die Diplomatenprüfung ab und heiratete im Folgejahr Ilona Andrássy, die Tochter des früheren Ministerpräsidenten Gyula Andrássy. Indessen trat Batthyány nicht in den diplomatischen Dienst ein, sondern kümmerte sich zunächst um die Bewirtschaftung seiner Güter in Ikervár. 1884 wurde er zum Obergespan des Komitats Győr ernannt und war von 1892 bis 1896 Gouverneur der an der Adria gelegenen Stadt Fiume mit Gebiet. 1896 wurde er als Mitglied der Liberalen Partei Reichstagsabgeordneter für den Wahlbezirk Győr und ab 1901 für Fiume. Nach Austritt aus der Liberalen Partei war er von 1906 bis zu seiner Ernennung zum Mitglied des Magnatenhauses aufgrund der Erbfolge 1910 Reichstagsabgeordneter für den Wahlbezirk Bodajk im Komitat Fejér. Nach Zusammenbruch Österreich-Ungarns zog sich Batthyány aus dem öffentlichen Leben zurück, wurde jedoch noch Mitglied des 1927 entstandenen Oberhauses.